# Fantastic Dizzy
Fantastic Dizzy (conhecido também como The Fantastic Adventures of Dizzy) é um jogo eletrônico lançado em 1991 e desenvolvido pela empresa Codemasters. O jogo foi disponibilizado em diversas plataformas, incluindo Sega Mega Drive/Genesis, Master System, Game Gear, NES, Amiga e DOS.
O jogo, segundo seu projeto inicial, era esperado para o natal do ano de 1990, mas devido a processos judiciais entre as empresas Codemasters e Nintendo sobre o Game Genie o título foi lançado apenas em abril de 1991, vendendo assim apenas 125.000 cópias (quando eram esperadas ao menos 500.000).

## Historia.
A vila de Dizzy está passando por vários problemas, e cabe ao herói solucioná-los. Muitos dos problemas envolvem seus familiares. Parte deles fazendo grande referências aos contos de fada, como João e o pé de feijão, A Princesa e o Sapo, ou a Bela Adormecida.
Tudo isso tendo um propósito para o objetivo final que é resgatar sua namorada aprisionada por um bruxo em um castelo nas nuvens. 